# Crozetulus scutatus
Crozetulus scutatus is een spinnensoort uit de familie van de Dwergkogelspinnen (Anapidae).
De wetenschappelijke naam van de soort werd in 1964 als Speleoderces scutatus gepubliceerd door Reginald Frederick Lawrence.